# Brdo Utinjsko
Brdo Utinjsko – wieś w Chorwacji, w żupanii karlowackiej, w gminie Vojnić. W 2011 roku liczyła 73 mieszkańców.